# HACHI (ウクレレ歌手)
HACHI（ハチ、1986年8月24日 - ）は、日本のミュージシャン、シンガーソングライター、旅人。身長173cm。
| スタブアイコン | サブスタブ | この項目は、まだ閲覧者の調べものの参照としては役立たない、歌手に関連した書きかけの項目です。この項目を加筆・訂正などしてくださる協力者を求めています（P:音楽/PJ:芸能人）。 |